# Dorfkirche Kuślin

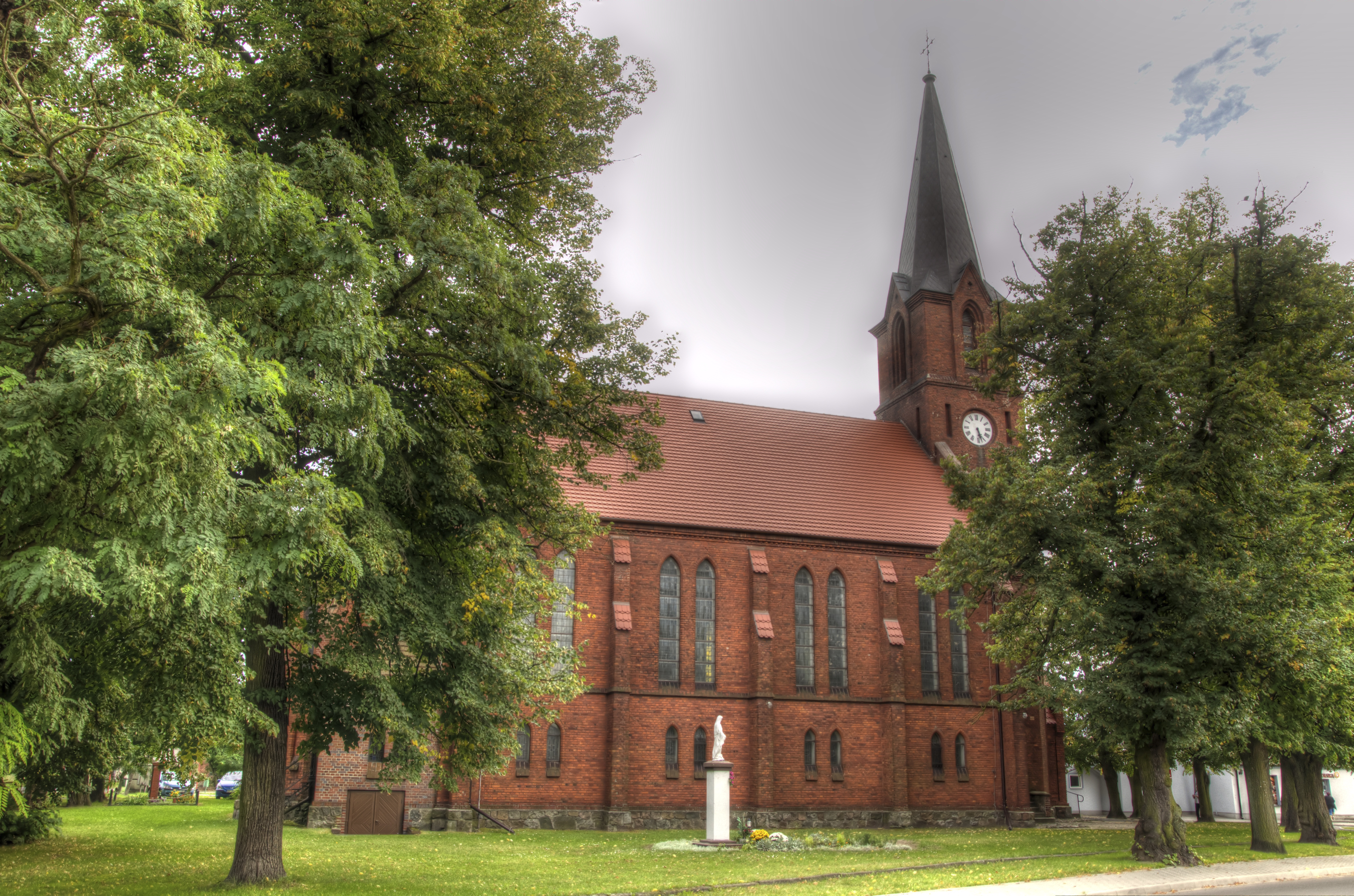
Dorfkirche in Kuślin

Die Dorfkirche Kuślin ist eine Saalkirche in Kuślin (deutsch Kuschlin), dem namensgebenden Dorf der Gmina Kuślin in der polnischen Woiwodschaft Großpolen. Die ehemals evangelische Kirche wurde nach der polnischen Übernahme der ehemals deutschen Gebiete nach 1945 zur römisch-katholischen Kirche und wird Zmartwychwstania Pańskiego (deutsch Auferstehungskirche) genannt. Das Gebäude steht unter Denkmalschutz.

## Geschichte
Das Dorf Kuschlin wurde aufgrund eines Ministerialerlasses vom 8. Juli 1865 und einer Errichtungsurkunde vom 15. August 1865 am 1. Oktober 1865 zu einem Pfarrort einer Kirchengemeinde ernannt. Diese neue Gemeinde setzte sich aus Teilen der umliegenden Kirchspiele Neustadt bei Pinne, Grätz, Buk und Neutomischel zusammen. Der Gottesdienst fand zunächst im Schulhaus von Kuschlin statt. Mithilfe eines Gnadengeschenks des Kaisers Wilhelm I. in Höhe von 5.000 Mark sowie finanzieller Unterstützung durch den Gustav-Adolf-Verein, den Rittergutsbesitzer von Hardt auf Wonsowo, der insgesamt 25.300 Mark spendete und den Rittergutsbesitzer Asch auf Glupia (?), der 2.000 Mark beisteuerte, konnte die Gemeinde ein massives Kirchengebäude mit Turm errichten, das letztlich 60.000 Mark kostete. 
Der Grundstein wurde am 22. Juni 1881 gelegt. Die Weihe erfolgte am 18. September 1883 durch den Generalsuperintendenten D. Geß. Das Pfarrhaus wurde bereits 1869 erbaut. In späteren Jahren erfuhr die Gemeinde weitere Wohltaten durch den Herrn von Hardt auf Wonsowo, der im Jahr 1877 eine Kapelle mit 120 Sitzplätzen in Wonsowo errichtete und der Gemeinde Kuschlin übereignete. Die Pfarre erhielt ein neues, massives und geräumiges Wohnhaus. Zu Beginn des 20. Jahrhunderts umfasste die Parochie Kuschlin neunzehn Ortschaften bzw. Gutsbezirke mit insgesamt 1696 Einwohnern, nachdem im Jahr 1893 mehrere Ortschaften nach Opalenitza ausgepfarrt worden waren.
Bis 1904 war die Pfarrstelle mit folgenden Personen besetzt:
- Otto Hildt, der zuvor als Hilfsprediger in Koschmin tätig war, trat am 1. November 1865 sein Amt als Pfarrer an und wurde 1868 Pfarrer an der Neustädtischen Kirche zu Fraustadt.
- Karl Heinrich Gotthold Bahr, der zuvor als Hilfsprediger in Chlastawe arbeitete, wurde 1868 Pfarrverweser und 1869 Pfarrer. Im Jahr 1873 trat er das Pfarramt in Peterawe an.
- Oswald Ast, der zuvor als Hilfsprediger in Prittisch tätig war, wurde 1873 Pfarrverweser und im Jahr 1874 zum Pfarrer ernannt. 1882 folgte er dem Ruf nach Kosten.
- Wilhelm August Traugott Jamrowski, der zuvor als Hilfsprediger in Grätz tätig war, wurde 1884 Pfarrverweser und dann Pfarrer. 1886 wurde er nach Gross-Tromnau und Neudörfchen in Preußen berufen.
- Emil Albert Ludwig Tank, der zuvor als Pfarrer in Fiddichow in Pommern arbeitete, wurde nach fast einjähriger Vakanz der Stelle im Jahr 1887 ins Pfarramt berufen.

## Baubeschreibung
Das Kirchengebäude steht im Ortskern von Kuschlin. Es handelt sich um eine neugotische Saalkirche aus dunkelroten Ziegeln mit einem Sockel aus Feldstein. Der quadratische Westturm ist mit einem Zeltdach versehen und beherbergt eine Turmuhr mit Ziffernblättern an drei Seiten (Norden, Süden und Westen). An der Westseite des Turms befindet sich das Hauptportal. Auf der Ostseite befindet sich eine polygonale Apsis. Die Längsseiten des mit einem Satteldach bedeckten Langhauses werden durch Strebepfeiler mit dazwischenliegenden, paarweise angeordneten spitzbogigen Fenstern (jeweils ein Paar kleine Fenster mit einem darüberliegend Paar hoher Fenster) gegliedert. Strebepfeiler stützen auch die Wände der Apsis. Im Innern befindet sich eine Hufeisenempore mit einer Orgel auf der Westseite, die 1911 von Dienegott Janott aus Neutomischel überarbeitet wurde.
Das Kirchengebäude ist seit dem 26. Februar 1996 in der Denkmalliste der Woiwodschaft Großpolen verzeichnet.

Ansichten
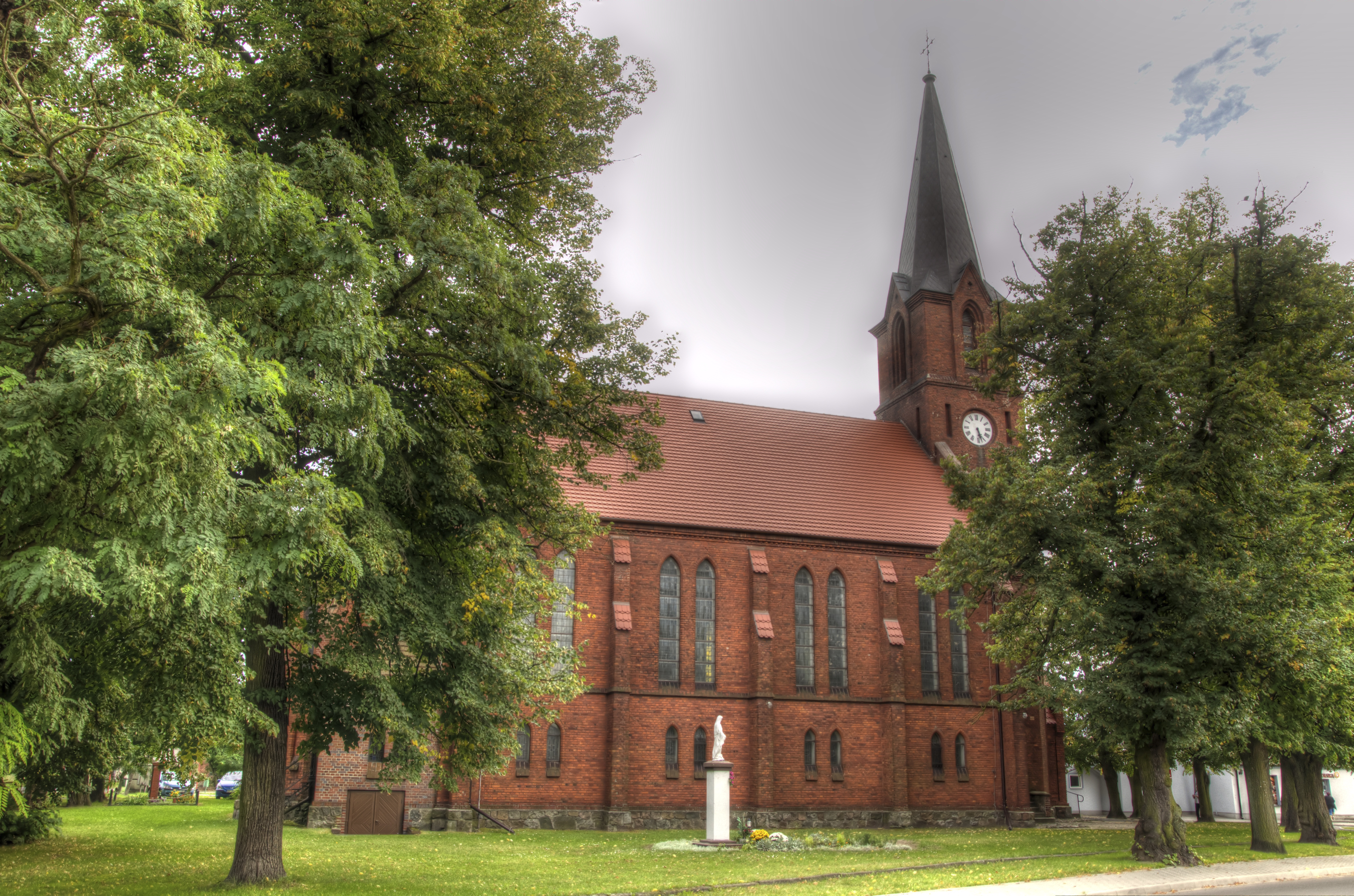
Außenansicht Nordseite
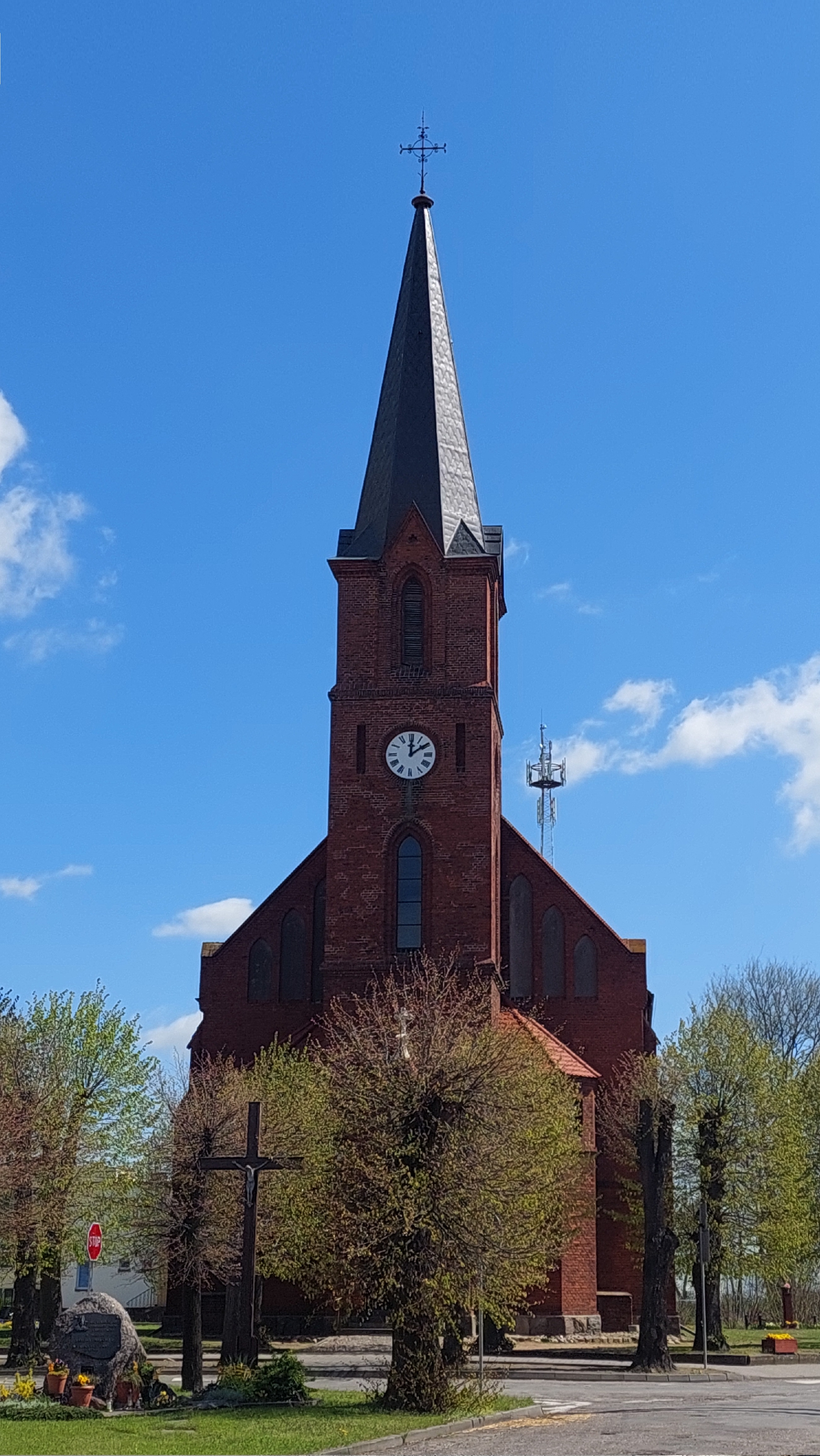
Außenansicht Westseite
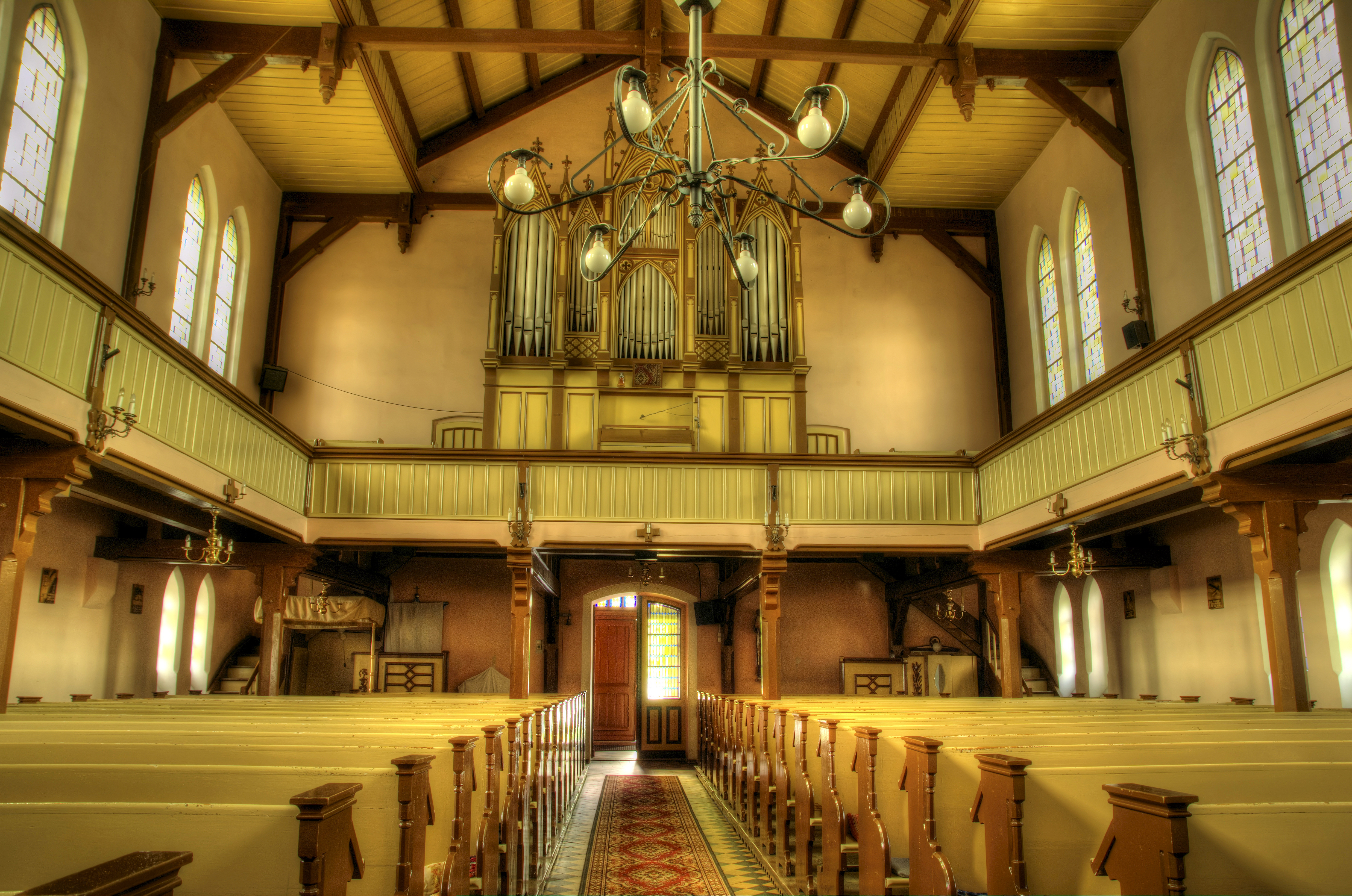
Innenansicht mit Blick auf die Empore
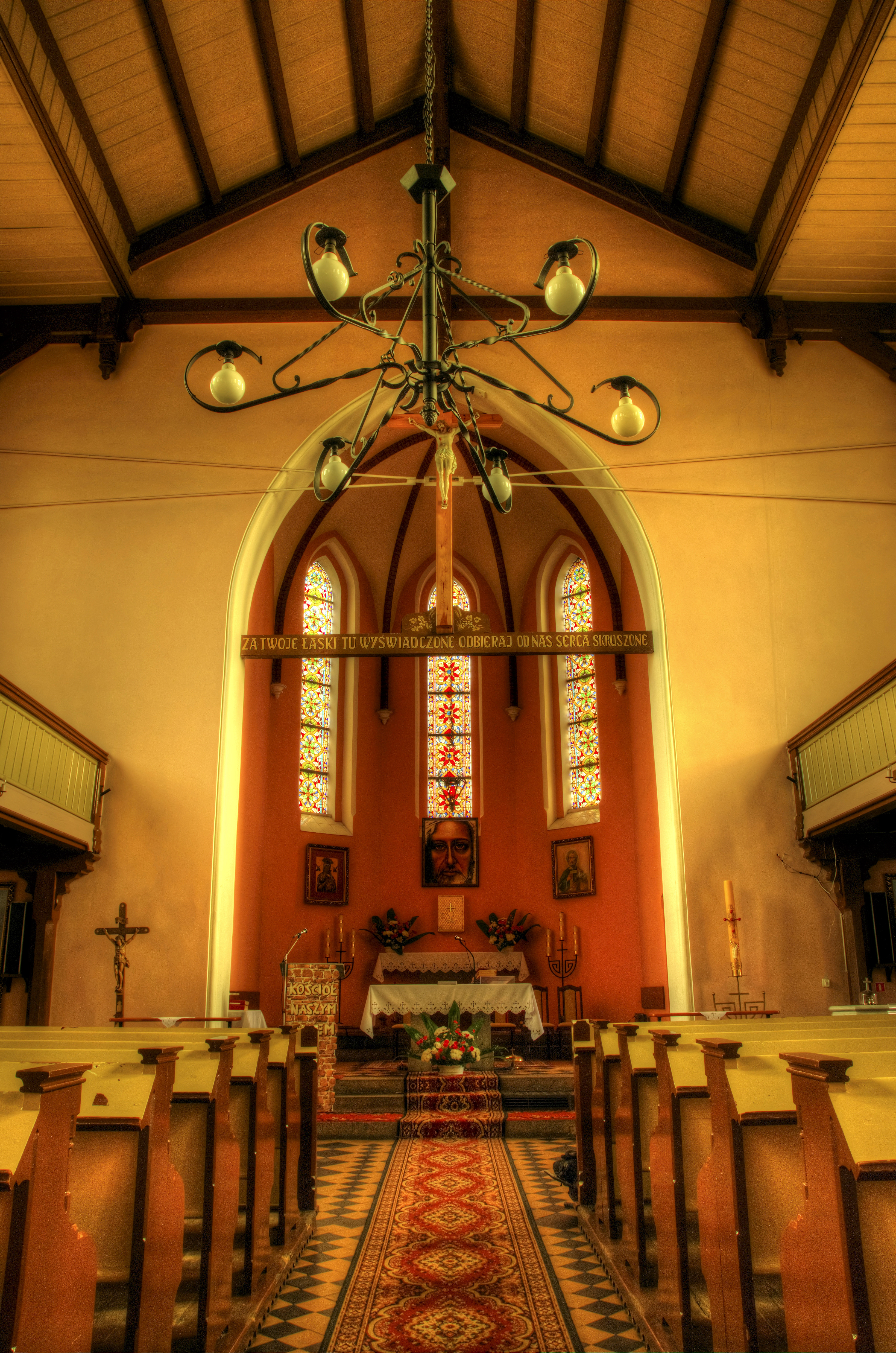
Innenansicht, Blickrichtung Osten